# Province de Driouch
La province de Driouch (berbère: ⴷⴷⵔⵉⵡⴻⵛ, arabe: الدريوش)  est une subdivision à dominante rurale de la région marocaine de l'Oriental. Elle tire son nom de son chef-lieu, Driouch. La province fait partie du Rif oriental.

## Géographie
La province de Driouch, d'une superficie de 2 867 km2, est située dans la région montagneuse du Rif, au nord-est du Maroc. Elle est limitée :
- au nord par la mer Méditerranée ;
- à l'est par la province de Nador (région de l'Oriental) ;
- au sud par la province de Guercif (région de l'Oriental) et celle de Taza (région de Fès-Meknès) ;
- à l'ouest par les provinces de Taza et d'Al Hoceïma (région de Tanger-Tétouan-Al Hoceïma).

## Histoire
La province de Driouch a été créée en 2009 – décret no 2-09-319 du 11 juin – par démembrement de la province de Nador.

## Démographie

### Population globale:
En 2004, la population était d’environ 222 987 habitants 
En 2024, elle tombe à 188 191 habitants, selon les données du recensement général de la population et de l’habitat (RGPH).

### Évolution récente (2014→2024):
Perte de 22 868 habitants, soit −10,8 % en une décennie, avec un taux de déclin moyen annuel de −1,14 %. Cette baisse est particulièrement marquée en milieu rural (−1,76 % vs +0,41 % en milieu urbain).

### Ville de Driouch (chef-lieu urbain):
La population de la ville de Driouch est passée de 14 741 (2014) à 15 661 (2024), soit une légère hausse. 

## Administration et politique

### Découpage territorial
Selon la liste des cercles, des caïdats et des communes de 2009, la province de Driouch est composée de 23 communes, dont 3 communes urbaines (ou municipalités): Driouch, le chef-lieu, Ben Taïeb et Midar.
Les 20 communes rurales restantes sont rattachées à 8 caïdats, eux-mêmes rattachés à 2 cercles :
- cercle du Rif:
  - caïdat de Aït Oulichek: Talilit, Ouardana et M'Hajer,
  - caïdat de Aït Touzine: Midar, Iferni, Tafersit, Azlaf et Tsaft (Kassita),
  - caïdat d'Ijermaouas: Ijermaouas,
  - caïdat de Temsamane: Oulad Amghar, Boudinar, Bni Marghnine et Temsamane,
  - caïdat de Trougout: Trougout
- cercle de Driouch ..
  - caïdat de Aït Said: Dar El Kebdani, Amejjaou

Cinq de ses localités sont considérées comme des villes : les municipalités de Driouch, de Ben Taïeb et de Midar, ainsi que le centre urbain de la commune rurale de Tafersit (Tafrisset) et celui de la commune rurale de Dar El Kebdani (également nommé Ichebdanen)

## Urbanisation & répartition des habitants
- Taux d’urbanisation (2024):
  - Milieu urbain: 58 347 habitants
  - Milieu rural: 129 844 habitants
  - Cela représente un taux d’urbanisation d’environ 31 % seulement, bien plus faible que la moyenne régionale (~68 %) ou nationale.[7],[8]